# 11ª Brigata d'assalto aereo delle guardie
La 11ª Brigata d'assalto aereo autonoma delle guardie (in russo 11-я отдельная гвардейская десантно-штурмовая бригада?, 11-ja otdel'naja gvardejskaja desantno-šturmovaja brigada, unità militare 32364) è un'unità di fanteria aviotrasportata del VDV con base a Ulan-Udė.

## Storia
La brigata venne costituita il 1º agosto 1968 a Mogoča come 11ª Brigata aviotrasportata (unità militare 21460) sulla base del 1º Battaglione del 113º Reggimento della 38ª Divisione fucilieri motorizzata e di due battaglioni della 52ª Divisione fucilieri motorizzata, riorganizzati rispettivamente come 617º, 618º e 619º Battaglione aviotrasportato. Nell'aprile 1969 i tre battaglioni venne ridesignati come unità d'assalto aereo, seguiti nel luglio 1971 dalla brigata che assunse quindi la denominazione attuale. Il 1º giugno 1990 è stata riassegnata al VDV, venendo trasferita presso Ulan-Udė nel novembre 1992. Il 25 marzo 2015 la brigata è stata insignita del titolo di unità delle guardie.

### Guerra russo-ucraina
A gennaio 2022 la brigata è stata schierata in Bielorussia in previsione dell'invasione russa dell'Ucraina. Il 24 febbraio ha attraversato il confine, e già durante il primo giorno di guerra ha subito le prime perdite, fra cui il vice comandante del 1º Battaglione d'assalto aereo, maggiore Aleksej Il'nickij. Il 26 febbraio elementi della brigata sono stati impegnati in combattimento durante l'attraversamento del fiume Dnepr all'altezza di Kachovka; il comandante dell'unità, colonnello Denis Šišov, è stato gravemente ferito, mentre il vice comandante, tenente colonnello Denis Glebov, è stato ucciso in azione. Durante i successivi scontri nella regione di Cherson, il 19 marzo ha perso la vita un comandante di battaglione, tenente colonnello Denis Sorokin.
Durante l'estate del 2022 la brigata ha fronteggiato la controffensiva ucraina, subendo gravi perdite all'inizio di settembre per opera della 60ª Brigata meccanizzata nei pressi di Vysokopillja. Fra giugno e ottobre hanno inoltre perso la vita il vice capo di stato maggiore, il vice comandante di brigata e il comandante del battaglione ricognizione, tenenti colonnello Pavel Kisljakov, Aleksandr Smirnov e Evgenij Loskutov. Ritiratasi gradualmente verso sud, all'inizio di novembre la brigata ha ripiegato sulla riva sinistra del Dnepr insieme a tutte le altre forze russe precedentemente impiegate nell'area di Cherson.
Durante i primi mesi del 2023 la brigata è rimasta schierata nelle retrovie del fronte nell'oblast' di Zaporižžja. A giugno è stata trasferita a Bachmut, dove il 21 giugno è rimasto ucciso il vice comandante e commissario politico della brigata, tenente colonnello Evgenij Agafonov. La brigata è stata impiegata in combattimento nell'area di Bachmut durante tutto il 2023, arrivando a occupare il villaggio di Chromove all'inizio di dicembre. Il 26 ottobre 2023 è stata insignita dell'Ordine di Suvorov per decreto del Presidente della Federazione Russa. A febbraio 2024 ha preso parte insieme ad altre unità del VDV agli scontri per Ivanivs'ke, difeso da elementi della 5ª Brigata d'assalto e della 93ª Brigata meccanizzata, riuscendo a prendere posizione nel centro abitato alla fine del mese.
All'inizio di agosto la brigata è stata trasferita nell'oblast' di Kursk in seguito all'offensiva ucraina in territorio russo, venendo schierata a nordest di Korenevo. Sarebbe inoltre stata rinforzata da un battaglione di ex membri del Gruppo Wagner. Il 18 settembre è stata insignita dell'Ordine di Žukov. A metà novembre ha subito diverse perdite nei pressi di Sudža in seguito a un contrattacco dell'80ª Brigata d'assalto aereo ucraina. All'inizio di febbraio 2025 elementi dell'82ª Brigata e del 78º Reggimento d'assalto aereo hanno lanciato un attacco a est di Sudža, aggirando le posizioni della brigata nei pressi di Ulanok e infliggendo gravi perdite ai reparti russi, rimasti isolati e senza supporto, e catturando diversi prigionieri; in seguito a questo successo ucraino il comandante della brigata, colonnello Pavel Filjaev, è stato rimosso dall'incarico.

## Struttura
- Comando di brigata[27]
- Battaglione paracadutisti
- 1º Battaglione d'assalto aereo
- 2º Battaglione d'assalto aereo
- Battaglione artiglieria campale (D-30)
- Batteria artiglieria controcarri
- Batteria artiglieria missilistica contraerea
- Battaglione ricognizione
- Compagnia genio
- Compagnia comunicazioni
- Compagnia manutenzione
- Compagnia logistica
- Compagnia medica
- Compagnia supporto aereo
- Compagnia guerra elettronica
- Compagnia UAV

## Comandanti
- Colonnello Jurij Duk (1968 - 1972)
- Maggior generale Valentin Šmëlev (1972 - 1979)
- Colonnello Ivan Kolesnikov (1979 - 1983)
- Colonnello Al'bert Bondar' (1983 - 1986)
- Colonnello Muchamed Batyrov (1986 - 1989)
- Colonnello Anatolij Kačanov (1989 - 1991)
- Colonnello Vjačeslav Borisov (1991 - 1995)
- Colonnello Vasilij Malyk (1995 - 1998)
- Colonnello Vladimir Voronkov (1998 - 2000)
- Colonnello Nikolaj Gordeev (2000 - 2002)
- Colonnello Andrej Choptjar (2002 - 2005)
- Colonnello Vitalij Bronjuk (2005 - 2012)
- Colonnello Michail Ugolëv (2012 - 2013)
- Colonnello Oleg Mitjaev (2013 - 2015)
- Colonnello Ruslan Evdokimov (2015 - 2020)
- Colonnello Denis Šišov (2020 - 2022)
- Colonnello Zajan Bajanov (2022 - 2024)
- Tenente colonnello Vitalij Laskov (2024) ad interim
- Colonnello Pavel Filjaev (2024- 2025)